# Witold Czeczott-Danilewicz
Witold Eugeniusz Czeczott-Danilewicz (ur. 6 września 1895 na Nowogródczyźnie, zm. 26 czerwca 1943 w Morsku k. Zawiercia) – polski architekt.   
W 1929 ukończył studia na Wydziale Architektury Politechniki Warszawskiej i podjął pracę w Departamencie Budownictwa Ministerstwa Spraw Wojskowych, projektując budynki wojskowe i użyteczności publicznej, głównie na Wołyniu. Pracował też jako kierownik referatu budowlanego w magistracie Chorzowie. Zakupił zrujnowany zamek Bąkowiec w Morsku, przy którym wzniósł swój dom, połączony z murami zamkowymi. Pochowany wraz z żoną Janiną (1909–1997) na cmentarzu w Skarżycach. 

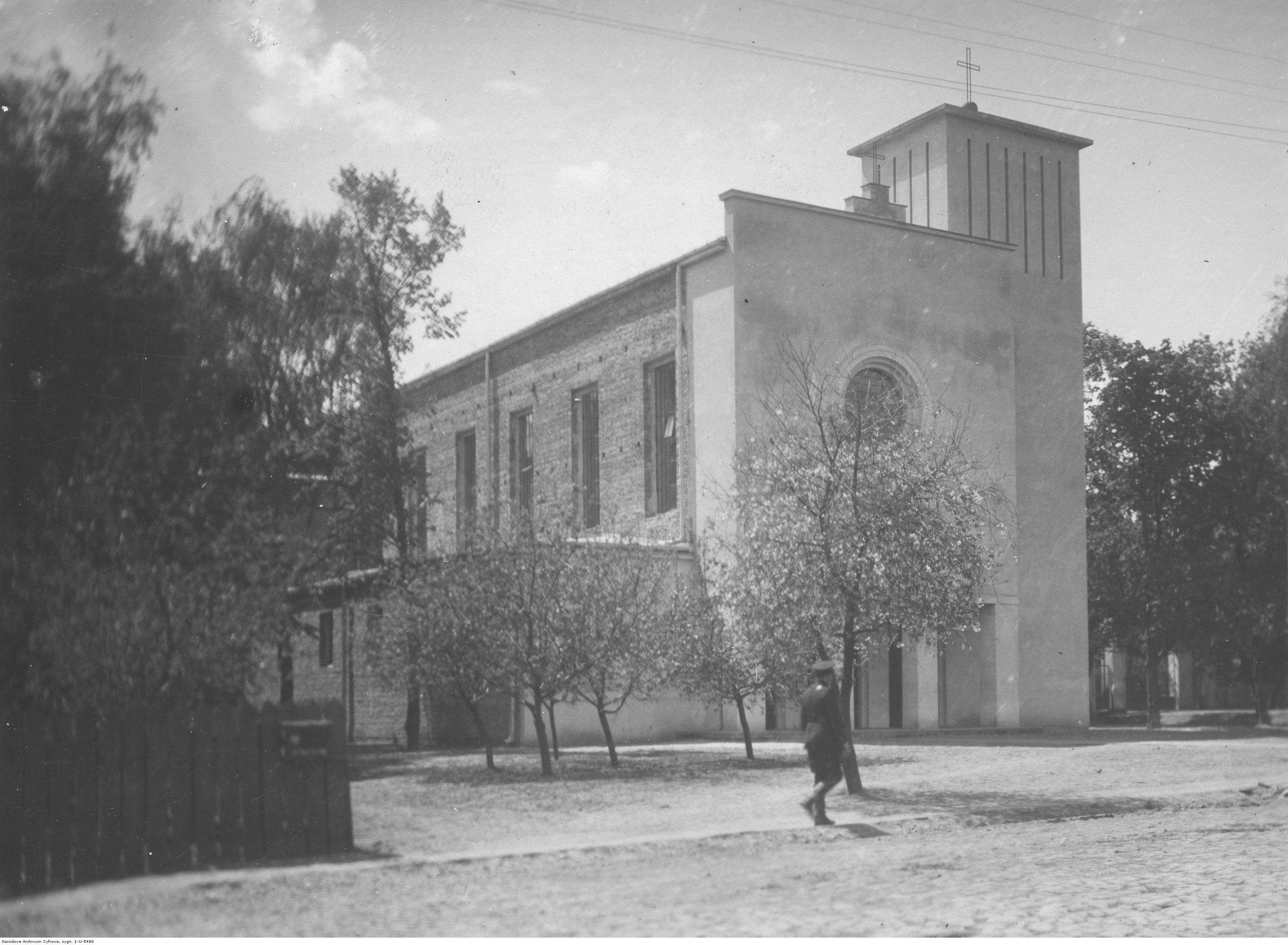
Równe – kościół garnizonowy fotografia z lat 30.

## Główne projekty
- kościół garnizonowy pw. Świętych Piotra i Pawła w Równem (1931);
- koszary batalionu piechoty w Równem (1931) – współautor S. Zalewski;
- gmach sądu w Krzemieńcu (1930–1939) – współautor Julian Neyman;
- gmach sądu w Kowlu (1930–1939) – współautor Julian Neyman.

## Nagrody na konkursach architektonicznych
- I nagroda (równorzędna) na projekt pawilonu polskiego na Międzynarodowej Wystawie Sztuki Dekoracyjnej w Paryżu (1923) – współautor Wilhelm Henneberg;
- I nagroda na projekt domów robotniczych (1924);
- I nagroda na projekt gmachu Sądu Okręgowego w Warszawie (1924)
- II nagroda na projekt domu handlowego w Łodzi (1926) – współautor Julian Lisiecki;
- IV nagroda równorzędna na projekt gmachu "Domu Ludowego" w Łodzi (1926) – współautor Julian Lisiecki[4].